# Schauinsland (Natur- und Landschaftsschutzgebiet)
Der Schauinsland wurde vom Regierungspräsidium Freiburg am 12. Dezember 2002 durch Verordnung als Natur- und Landschaftsschutzgebiet ausgewiesen.

## Lage
Das insgesamt etwa 5.550 ha große Schutzgebiet umfasst den Schauinsland. Das Schutzgebiet verteilt sich auf die Gemeinden Bollschweil, Münstertal/Schwarzwald, Ehrenkirchen und Oberried im Landkreis Breisgau-Hochschwarzwald und die Stadt Freiburg im Breisgau.

## Schutzzweck
Wesentlicher Schutzzweck des Naturschutzgebietes ist laut Schutzgebietsverordnung „die Erhaltung und Entwicklung der Natur und Landschaft am Schauinsland als 
- bedeutendes Zeugnis der Landschafts- und Naturgeschichte im Hochschwarzwald, insbesondere als Dokument der eiszeitlichen und nacheiszeitlichen Landschaftsentwicklung;
- Gebiet von großer räumlicher und struktureller Vielfalt mit dem Vorkommen landschaftsprägender Wetterbuchen, zahlreicher zum Teil geschützter Biotope wie Extensivweiden, Moore, Feuchtwiesen, Quellen, Felsen, Steinriegel, Gehölze, naturnahe Bergwälder und auf den ehemaligen Bergbau zurückgehende Abraumhalden;
- Lebensraum vieler gefährdeter und seltener Tier- und Pflanzenarten, besonders hochmontan verbreiteter Eiszeitrelikte sowie als bedeutendes Vogelzuggebiet, außerdem Teil des Europäischen ökologischen Netzes „Natura 2000";
- repräsentativer Ausschnitt der Hochschwarzwälder Kulturlandschaft von besonderer Schönheit und hohem Erlebniswert;
- hervorragendes Demonstrations- und Forschungsobjekt für die Wissenschaft.“[1]

Für das Landschaftsschutzgebiet ist „die 
- Erhaltung der historisch gewachsenen Kulturlandschaft eines Schwarzwaldhochlagengebietes mit seinen in die umliegenden Täler reichenden Ausläufern mit eiszeitlich geprägten Geländeformen und dem Wechsel zwischen Wald und Feldflur, vielgestaltigen Waldrändern, Wiesen, Weiden und markanten Weidbäumen;
- Erhaltung und Sicherung natürlicher und naturnaher Lebensräume für zahlreiche Tierarten und Pflanzengesellschaften innerhalb der Wälder und der Grünlandbereiche, zum Teil außerdem Teil des Europäischen ökologischen Netzes „Natura 2000";
- Erhaltung und Verbesserung der Nutzungsfähigkeit der Naturgüter;
- Erhaltung von zahlreichen natürlichen, teilweise gfazial entstandenen Sonderbildungen der Landschaft wie Felsareale, Blockhalden- und Karbildungen als Standorte spezialisierter Tier- und Pflanzenarten;
- Erhaltung der Vielfalt, Eigenart und Schönheit der Natur und Landschaft;
- Erhaltung und naturverträgliche Entwicklung der Landschaft als Erholungsgebiet für die Allgemeinheit.“[1] als Schutzzweck angegeben.